# Sant Sebastià de Talarn
Sant Sebastià de Talarn és una ermita de la vila de Talarn, pertanyent al terme d'aquest nom, del Pallars Jussà. Està situada al nord-oest de la vila i al sud-est de l'Acadèmia General Bàsica de Suboficials, dalt d'un turonet entre la llau dels Sabarissos (est) i la llau de les Maçanes (oest). És una obra inclosa a l'Inventari del Patrimoni Arquitectònic de Catalunya.

## Descripció
Ermita, molt modificada, d'una nau de planta rectangular amb laterals adossats i tres portes, una per cada cos a la façana principal a llevant, amb ull de bou i campanar d'una sola obertura. Els murs són de carreus reblats i han estat arrebossats i repintats d'un blanc llampant. La coberta és de teula àrab.